# Tybee Island (Georgia)
Tybee Island – miasto w Stanach Zjednoczonych, w stanie Georgia, w hrabstwie Chatham. Leży na wyspie Tybee Island.